# Тюкалінський район
Тюкалінський район (рос. Тюкалинский район) — муніципальне утворення у Омській області.

## Адміністративний устрій
- Тюкалінське міське поселення
- Атрачинське сільське поселення
- Бекишевське сільське поселення
- Белоглазовське сільське поселення
- Валуєвське сільське поселення
- Кабирдацьке сільське поселення
- Коршуновське сільське поселення
- Красноусовське сільське поселення
- Малиновське сільське поселення
- Нагібінське сільське поселення
- Нікольське сільське поселення(інші мови)
- Новокошкульське сільське поселення
- Октябрське сільське поселення(інші мови)
- Сажинське сільське поселення
- Старосолдатське сільське поселення
- Троїцьке сільське поселення(інші мови)
- Хуторське сільське поселення